# Dorysthenes paradoxus
Dorysthenes paradoxus (лат.) — вид усачей из подсемейства прионин.

## Распространение
Найден в Амурской области, Хабаровском крае и на северо-востоке Китая, возможно есть на полуострове Корея и в Монголии.

## Описание
Жук длиной 25—33 мм в длину. Тело имеет красновато-коричневую окраску. Голова длинная, с сильно морщинистой поверхностью позади глаз. Последний сегмент щупика на конце расширен. С третьего по десятый сегмент усиков с тонко заострённым вершинным углом. Зубцы на передних углах переднеспинки маленькие и приближены к средним зубцам, находящимся возле середины переднеспинки. Переднегрудь равномерно выпуклая. Межтазиковый отросток брюшка у самок закругленный. Плечи надкрылий узкие. Лопасти третьего сегмента лапки заострённый на конце.